# Ch'Uchteel
Ch'Uchteel är en ort i Mexiko.   Den ligger i kommunen Chilón och delstaten Chiapas, i den sydöstra delen av landet, 800 km öster om huvudstaden Mexico City. Ch'Uchteel ligger 1 135 meter över havet och antalet invånare är 379.
Terrängen runt Ch'Uchteel är kuperad. Runt Ch'Uchteel är det glesbefolkat, med 16 invånare per kvadratkilometer. Närmaste större samhälle är Ocosingo, 16,2 km öster om Ch'Uchteel. I omgivningarna runt Ch'Uchteel växer i huvudsak städsegrön lövskog.